# Гривнак, Владимир
Влади́мир Гри́внак (словац. Vladimír Hrivnák; 23 апреля 1945, Гнуштя, Банска-Бистрицкий край — 17 октября 2014, Братислава) — чехословацкий футболист и тренер, играл на позиции защитника. Участник чемпионата мира 1970 года.

## Биография

### Клубная карьера
Гривнак был воспитанником клуба «Яковице», за который он играл на молодёжном уровне в течение нескольких сезонов.
В 1965 году Гривнак стал игроком братиславского «Слована», в составе которого отыграл восемь сезонов. В составе Слована он стал чемпионом Чехословакии в 1970 году и выиграл Кубок Чехословакии, а также в 1969 году завоевал Кубок обладателей кубков УЕФА, когда в финале со счётом 3:2 была обыграна испанская «Барселона»; в этом финале Гривнак забил гол на 30-й минуте матча. В 1973 году в возрасте 28 лет он завершил карьеру игрока.

### Карьера в сборной
В составе сборной Чехословакии сыграл один матч против сборной Англии на чемпионате мира 1970 года; матч завершился поражением сборной Чехословакии со счётом 0:1. Всего за сборную Чехословакии Гривнак сыграл 13 матчей и не забил ни одного мяча.

### Карьера тренера
Гривнак работал главным тренером клубов «ДАК 1904» (1978—1981, 1991—1992), «Кошице» (1982), братиславский «Интер» (1988), «Матадор» (1994—1996) и дубравский «Интер».

### Смерть
Скончался 17 октября 2014 года в Братиславе в возрасте 69 лет.

## Достижения
«Слован» (Братислава)
- Чемпион Чехословакии (1) : 1969/70
- Обладатель Кубка Чехословакии (1) : 1967/1968
- Обладатель Кубка обладателей кубков УЕФА (1) : 1968/69